# Родионов, Сергей Фёдорович
Сергей Фёдорович Родионов (6 октября 1907, Киев— 23 апреля 1968, Ленинград) — советский физик, доктор физико-математических наук, профессор (1944).

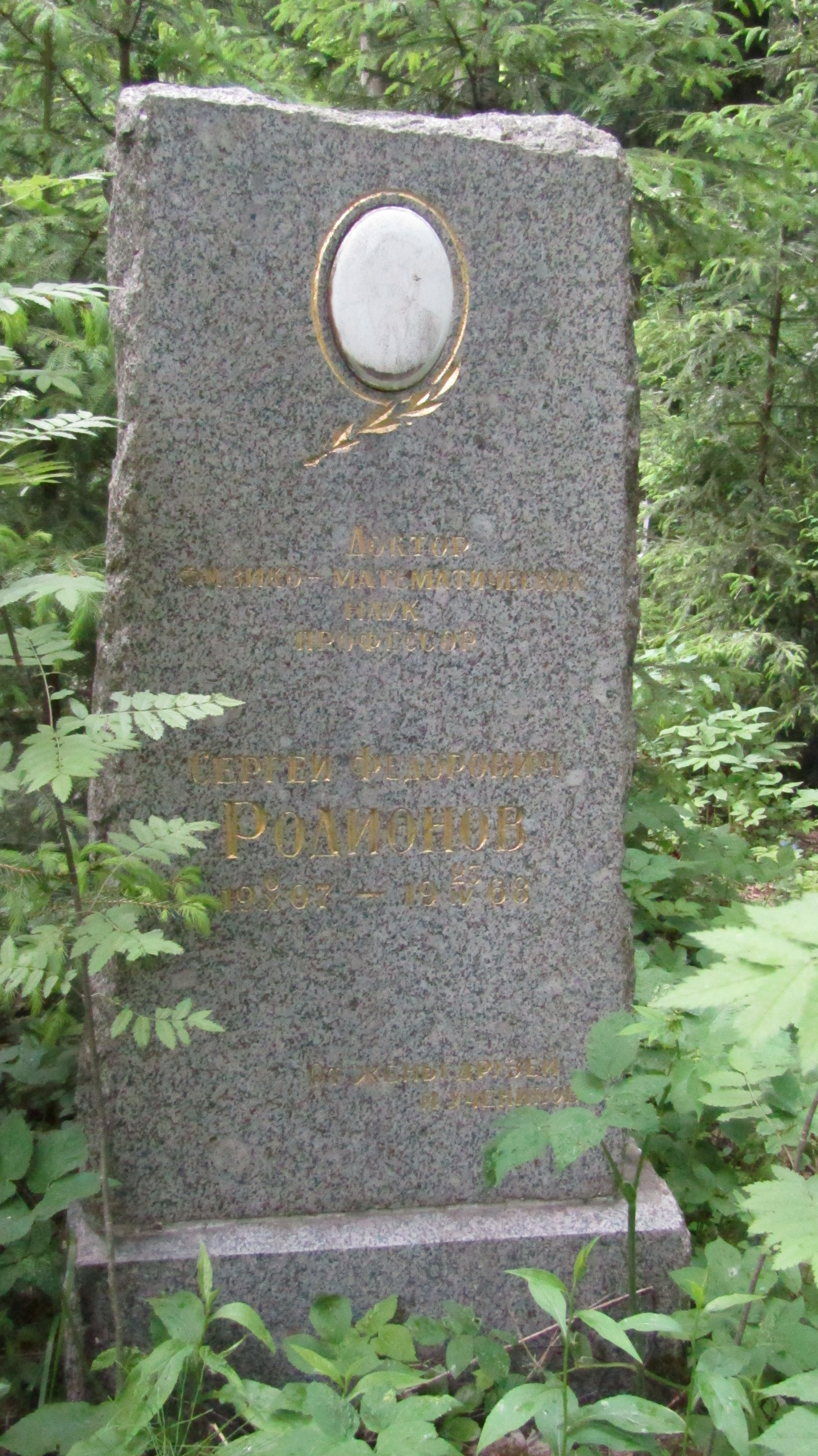

## Биография
Родился в 1907 году в Киеве. Высшее образование получил в Ленинградском политехническом институте, который окончил в 1929 году.
Ещё во время обучения начал научную деятельность в Ленинградском физико-техническом институте, в котором проработал до 1932 года. В 1932 году перешёл на работу в Ленинградский физико-агрономический институт, в котором проработал 1935 года.
В 1935 году устроился на работу во Всесоюзный институт экспериментальной медицины.
В 1939 году перешёл в Ленинградский университет, с 1942 года профессор университета. В 1941—1944 годах работал в филиале института в Елабуге. В 1942 году защитил докторскую диссертацию в филиале ЛГУ в Казани. Тема диссертации — «Прозрачность атмосферы в ультрафиолетовой части спектра».
В 1944 году получил звание профессора Ленинградского Государственного университета, руководитель Эльбрусской комплексной экспедиции по изучению космических лучей.

## Научные интересы
Первые научные работы были связаны с опытами по дифракции электронов, отражению и рассеянию электронов от пленки диэлектрика. В дальнейшем основные труды были посвящены вопросам электрофотометрии малых световых потоков и оптике атмосферы.
Один из первых в СССР использовал метод счета фотонов в фотометрии. Создал первый счётчик фотонов в УФ (1930 год), создал другие оригинальные счетчики фотонов. Является первооткрывателем аномальной прозрачности атмосферы при низком Солнце (1936 год).
Совместно с С. В. Ошемковым является первооткрывателем озонометра, который позволил провести измерения озона в атмосфере.